# Antonio Orozco
Antonio José Orozco Ferrón, conocido simplemente como Antonio Orozco (Hospitalet de Llobregat, 23 de noviembre de 1972), es un cantante y compositor español.
Con más de 1.500.000 discos vendidos, 1 disco de diamante, 9 discos de platino y numerosos de oro, ha realizado más de 2500 conciertos en España, Europa e Hispanoamérica. Ha sido número #1 en España, Venezuela, Colombia, Puerto Rico, Ecuador y alcanzado los primeros puestos del Top #10 en Argentina, Estados Unidos y México. Premiado con el Ondas 2003 al Mejor Artista en Directo, ha sido nominado a los Premios Grammy Latinos entre los mejores compositores del mundo por su canción “Estoy hecho de pedacitos de ti”.
En su trayectoria musical ha publicado nueve álbumes de estudio: Un reloj y una vela (2000), Semilla del Silencio (2001), El Principio del Comienzo (2004), Cadizfornia (2006), Renovatio (2009) Diez (2011) y Dos Orillas (2013), Destino (2015), Aviónica (2020) y La canción que nunca viste (2023).

## Biografía

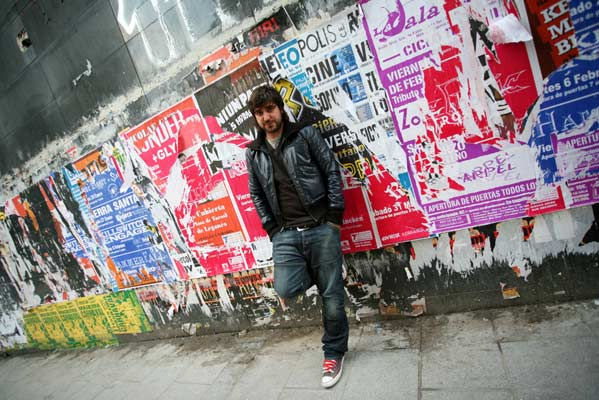
Antonio Orozco en 2007.

Antonio Orozco nació en Hospitalet de Llobregat. Hijo de padre y madre ursaonense (Osuna, Sevilla), de clase trabajadora, es el mayor de tres hermanos.
Su afición es componer, cantar y tocar la guitarra. Se remonta a cuando, con 15 años, en un viaje a Sevilla, en el barrio de Triana (Sevilla), ve y oye cantar y tocar a unos chicos en la calle Betis, cerca del río Guadalquivir. Reunió un poco de dinero y compró su primera guitarra, que todavía conserva. Aunque, para ser más exactos, los primeros "quejíos" los escuchó de la voz de su tío José Ferrón Torres, natural de Valparaíso, quién fue presidente de la Peña Antonio Mairena, y de su padre Antonio Orozco, que lo acompañaba con las palmas. Hasta entonces, el fútbol también había sido su otra pasión.

## Trayectoria

### Carrera musical
En marzo de 2000 edita con la discográfica Horus y con los productores Xavi Pérez y Tato Latorre su primer álbum Un reloj y una vela (2000). En octubre del 2001 sale a la venta su segundo disco Semilla del Silencio, del que hizo una reedición con DVD de un directo en la Sala Luz de Gas de Cali, y del que ha vendido actualmente más de 300.000 copias.
En 2003 graba con Medina Azahara, grupo del que se reconoce seguidor, “El Vaivén del aire”, tema que aparece en “Aixa”, álbum de los cordobeses publicado en octubre de ese mismo año.
En mayo de 2004 sale su disco El principio del comienzo con la discográfica Universal. De este confiesa que es realmente su estilo, que le han dejado hacer a su manera, con el consenso de sus productores de toda la vida. Sus duetos más conocidos son los que ha hecho con Lucie Silvas (What You're Made Of), con Malú (Devuélveme la vida) y con Luis Fonsi (Ya lo sabes).
En el 2005 edita el disco Antonio Orozco, edición tour 2005 que es una recopilación de sus doce mejores canciones con las que se da a conocer en América Latina y otras partes del mundo. En la versión que salió en Colombia de este disco, se incluían tres temas nuevos ("Una y otra vez", "Soñando volver" y "Tapas" —banda sonora de la película del mismo título—, aparte de versiones acústicas de otras canciones suyas). Además hizo de telonero de Ricky Martin en su gira americana, actuando en los conciertos de México, Puerto Rico y España. Esta fue la manera de darse a conocer en el mercado americano.
En 2007 publica su cuarto disco, Cadizfornia, donde canta a dúo con Iván Ferreiro, Tote King y el artista senegalés Youssou N' Dour. Gracias a este trabajo, Orozco cosechó varios premios, entre los que destacan por su importancia el Premio Ondas al Mejor Directo y el premio Tu música, (de la Isla de Puerto Rico) a su canción Devuélveme la vida.
El 29 de septiembre de 2009 edita nuevo disco que se titula Renovatio. En el 2010 colaboró con el artista cubano-mexicano Amaury Gutiérrez en el tema se me escapa el alma de la autoría de Amaury (tema que fue lanzado en el año 1999 en colaboración con su paisano Francisco Céspedes.
En 2011 publica su disco Diez, el disco con el que celebraba sus 10 años de carrera. Esta es una producción internacional muy cuidada. Cuenta con la participación de músicos de la talla de Doug Emery al piano, Dan Warner a las guitarras, Jean Rodríguez en los coros, Aaron Sterling a la batería y Sean Hurley en el bajo.
El 21 de octubre de 2013 presenta nuevo sencillo, Llegará. Este tema da paso a su séptimo disco que sale a la venta el 3 de diciembre de 2013, Dos orillas. Con este nuevo trabajo, el cantante logra ser disco de oro en tan solo 24 horas y Disco de Platino en dos semanas. Además, el disco que ha sido producido y compuesto tanto en España como en América (de ahí el porqué del título, entre las dos orillas del Atlántico), toma un nuevo aire algo electrónico fusionado con un inconfundible sonido pop. En 2014 inició una gira que le ha cambiado la vida, que marcó un antes y un después de Antonio Orozco. Inició la gira con su disco Dos Orillas, el 1 de marzo de 2014 en Málaga. 
En noviembre de 2015 salió su álbum, Destino, en el que el compositor cuenta que ha sido más sincero que nunca a través de sus canciones. Llegó a ser disco de oro en menos de 48 horas. Para presentarlo, inició una extensa gira renombrada como Tour Destino.
La complicidad con su público ha sido una constante en la trayectoria de Orozco, el espectáculo Único, una gira por teatros durante 9 meses con más de 135.000 espectadores y recibió el “Ticket de Oro” en cada uno de sus 111 conciertos.
Tras cinco años de preparación, publica Aviónica, dos veces número uno en España y doble disco de platino, así como disco de oro digital por la descarga del sencillo “Entre sobras y sobras me faltas”, que acumula millones de visualizaciones en la plataforma YouTube. En 2021 dio un total de 53 conciertos, 50 de ellos con todas las entradas vendidas y más de 80.000 espectadores solo en 2021, posicionando Aviónica Tour como una de las giras más aclamadas y exitosas continuando hasta el 2023.
En 2022, Antonio Orozco tuvo que pasar por el quirófano para ser operado de un pólipo en las cuerdas vocales que le fue diagnosticado ese mismo año. A raíz de la enfermedad, que a punto estuvo de costarle la voz, tuvo que pasar varios meses realizando sesiones de rehabilitación, hasta que por fin estuvo de nuevo en condiciones de poder cantar. Según confesó en 2023 en una entrevista en el programa El Hormiguero, "ahora por primera vez a mis 50 años creo que estoy empezando a aprender a cantar".

### Coach
Antonio Orozco se ha convertido en uno de los “coach’ más populares de La Voz España, participando como tal desde 2013 hasta 2022, en las diversas categorías del formato: La Voz, La Voz Kids, La Voz All Stars y La voz Senior.
En 2023 Orozco renovó con el programa para una nueva participación, esta vez junto a artistas de la talla de Luis Fonsi, Malú y Pablo López en lo que supone la sexta participación del cantante barcelonés en La Voz.

## Discografía

### Álbumes de estudio
- 2000: Un reloj y una vela
- 2001: Semilla del silencio
- 2004: El principio del comienzo
- 2006: Cadizfornia
- 2009: Renovatio
- 2013: Dos orillas
- 2015: Destino
- 2020: Aviónica
- 2023: La canción que nunca viste
- 2025: El tiempo no es oro

### Álbumes recopilatorios
- 2005: Antonio Orozco, edición tour 05
- 2011: Diez
- 2021: Pedacitos de mí

### Reediciones
- 2011: Renovatio 2011
- 2012: Diez (Siempre imperfectos)
- 2014: Dos orillas (Deluxe)
- 2017: Destino (Última llamada)

### Sencillos
| - 2000: Locura de amor - 2000: Un reloj y una vela - 2001: Rarezas - 2001: Te esperaré - 2001: Devuélveme la vida (con Malú) - 2001: Tú me das - 2003: El viaje - 2004: Quiero ser - 2004: Estoy hecho de pedacitos de ti - 2004: Es mi soledad - 2005: Lo que tú quieras soy - 2005: Una y otra vez - 2006: Tres corazones | - 2006: Dime por qué - 2007: Hoy todo va al revés (con Tote King) - 2007: La cuestión - 2008: Soldado 229 (con Iván Ferreiro) - 2009: Qué me queda - 2010: Llévatelo - 2011: Ya lo sabes (con Luis Fonsi) - 2011: No hay más - 2012: Pedacitos de ti (con Alejandro Fernández) - 2013: Llegará - 2014: Temblando - 2015: Hoy será | - 2015: Mírate - 2016: Mi Héroe (con Luis Fonsi) - 2016: Pídeme - 2018: Dicen (con Karol G) - 2020: Hoy - 2020: Entre Sobras Y Sobras Me Faltas (con Sebastián Yatra) - 2024: Te Juro Que No Hay Un Segundo Que No Piense En Ti - 2025: El Tiempo No Es Oro - 2025: Una Bonita Carta De Adiós |

## Televisión

### La Voz España
Antonio Orozco ha participado como “coach’ desde 2013 hasta la actualidad en las diversas categorías del formato: La Voz, La Voz Kids y La voz Senior en un total de 13 ocasiones. 
| Edición          | Año  | Cadena    | Finalista        | Posición |
| ---------------- | ---- | --------- | ---------------- | -------- |
| La Voz 2         | 2013 | Telecinco | Jaume Mas        | Tercero  |
| La Voz 3         | 2015 | Telecinco | Antonio José     | Ganador  |
| La Voz Kids 3    | 2017 | Telecinco | Rocío Aguilar    | Ganador  |
| La Voz Kids 4    | 2018 | Telecinco | Flori Cutitaru   | Segundo  |
| La Voz 6         | 2019 | Antena 3  | Javi Moya        | Tercero  |
| La Voz Senior 1  | 2019 | Antena 3  | Juan Mena        | Segundo  |
| La Voz 7         | 2020 | Antena 3  | Johanna Polvillo | Segundo  |
| La Voz Senior 2  | 2020 | Antena 3  | Nicolás Fioole   | Segundo  |
| La Voz Senior 3  | 2022 | Antena 3  | José Hervin      | Segundo  |
| La Voz 9         | 2022 | Antena 3  | Javier Crespo    | Ganador  |
| La Voz 10        | 2023 | Antena 3  | Elsa Tortonda    | Segundo  |
| La Voz All Stars | 2023 | Antena 3  | Toyemi           | Ganador  |
| La Voz 11        | 2024 | Antena 3  | Manuel Ayra      | Ganador  |